# Daevid Allen
Daevid Allen, właśc. Christopher David Allen (ur. 13 stycznia 1938 w Melbourne, zm. 13 marca 2015 w Byron Bay) – australijski gitarzysta, piosenkarz, kompozytor, poeta i performer, twórca lub współtwórca grup Daevid Allen Trio (1963), Soft Machine (1966), Gong (1967/1969), University of Errors (1998) i innych, artysta znany pod rozmaitymi pseudonimami (m.in. Bert Camembert, Dada Ali, Dingo Virgin, Divided Alien, Headmaster, Ja Am).

## Dyskografia
| Rok  | Artysta                                             | Tytuł                                                                               |
| ---- | --------------------------------------------------- | ----------------------------------------------------------------------------------- |
| 1970 | Gong                                                | Magick Brother, Mystic Sister                                                       |
| 1971 | Daevid Allen                                        | Banana Moon                                                                         |
| 1971 | Gong                                                | Camembert Electrique                                                                |
| 1972 | Gong                                                | Continental Circus                                                                  |
| 1973 | Gong                                                | Flying Teapot – Radio Gnome Invisible                                               |
| 1973 | Gong                                                | Angel’s Egg                                                                         |
| 1974 | Gong                                                | You                                                                                 |
| 1976 | Daevid Allen                                        | Good Morning!                                                                       |
| 1977 | Daevid Allen                                        | Now is the Happiest Time of Your Life                                               |
| 1979 | Planet Gong / Here and Now                          | Live Floating Anarchy                                                               |
| 1979 | Daevid Allen                                        | N'existe pas!                                                                       |
| 1980 | Daevid Allen                                        | Divided Alien Playbox                                                               |
| 1980 | New York Gong                                       | About Time                                                                          |
| 1983 | Daevid Allen                                        | Opium for the People/Alien in New York                                              |
| 1984 | Daevid Allen / David Tolley                         | Don’t Stop                                                                          |
| 1987 | Daevid Allen / The Invisible Opera Company of Tibet | The Invisible Opera Company of Tibet                                                |
| 1991 | Daevid Allen                                        | Death of Rock and Other Entrances                                                   |
| 1990 | Daevid Allen                                        | Australian Years                                                                    |
| 1991 | Daevid Allen                                        | Australia Aquaria She                                                               |
| 1992 | Daevid Allen                                        | Banana                                                                              |
| 1992 | Gong                                                | Shapeshifter                                                                        |
| 1992 | Daevid Allen/Bananamoon Band/Gong                   | Je Ne Fum' Pas Des Bananes                                                          |
| 1993 | The Daevid Allen Trio                               | Live 1963                                                                           |
| 1993 | Daevid Allen                                        | Seven Drones                                                                        |
| 1993 | Daevid Allen/Kramer                                 | Who's Afraid?                                                                       |
| 1993 | Daevid Allen                                        | Twelve Selves                                                                       |
| 1994 | The Wilde Flowers                                   | The Wilde Flowers                                                                   |
| 1994 | Daevid Allen                                        | Radio Promo                                                                         |
| 1995 | Daevid Allen / The Invisible Opera Company of Tibet | The Jewel in the Lotus                                                              |
| 1995 | Gong                                                | The Birthday Party                                                                  |
| 1996 | Daevid Allen / The Invisible Opera Company of Tibet | Glissando Spirit                                                                    |
| 1996 | Daevid Allen/Kramer                                 | Hit Men                                                                             |
| 1996 | Daevid Allen                                        | Dreamin' a Dream                                                                    |
| 1998 | Daevid Allen                                        | Eat Me Baby, I'm a Jellybean                                                        |
| 1999 | Daevid Allen's University of Errors                 | Money Doesn't Make It                                                               |
| 1999 | Daevid Allen                                        | Stroking the Tail of the Bird                                                       |
| 1999 | Daevid Allen/Harry Williamson                       | Twenty-Two Meanings                                                                 |
| 2000 | Daevid Allen's University of Errors                 | 2                                                                                   |
| 2000 | Daevid Allen & Russell Hibbs                        | Nectans Glen                                                                        |
| 2000 | Daevid Allen / Microcosmic                          | Sacred Geometry                                                                     |
| 2000 | Gong                                                | Zero to Infinity                                                                    |
| 2001 | Daevid Allen's University of Errors                 | E2 X 10 = Tenure                                                                    |
| 2002 | Gong                                                | OK Friends                                                                          |
| 2003 | Daevid Allen's University of Errors                 | Uglymusic.4.Monica                                                                  |
| 2004 | Daevid Allen                                        | Gentle Genie                                                                        |
| 2004 | Daevid Allen                                        | Invisible Opera Company of Oz: Melbourne Studio Tapes (Bananamoon Obscura, Vol. 10) |
| 2004 | Daevid Allen                                        | Daevid Allen & Euterpe: Studio Rehearsal Tapes 1977 (Banamoon Obscura, Vol. 1)      |
| 2004 | Daevid Allen's University of Errors                 | Jet Propelled Photographs                                                           |
| 2005 | Daevid Allen                                        | Live in 1988: The Return                                                            |
| 2005 | Daevid Allen                                        | Australia Aquaria                                                                   |